# Close Combat
Close Combat (tạm dịch: Chiến đấu gần) là tựa game chiến thuật thời gian thực lấy bối cảnh Thế chiến II do hãng Atomic Games phát triển và được Microsoft phát hành vào ngày 1 tháng 1 năm 1996 cho Mac và ngày 30 tháng 6 năm 1996 cho PC. Phiên bản đầu tiên của dòng game Close Combat được chơi trên một bản đồ hai chiều, giữa hai người chơi với nhau. Close Combat dựa trên cuộc chiến đấu giữa Sư đoàn Bộ binh số 29 Mỹ và quân phòng thủ Đức từ bãi biển Omaha đến Saint-Lô trong chiến dịch Cobra; tất cả các đơn vị trong game đều từng được đưa vào sử dụng trong năm 1944. Game cho phép người chơi tự do chọn lựa chơi bên phe Đức Quốc xã hoặc phe Mỹ. Ngay khi vừa ra mắt, trò chơi được giới phê bình đánh giá chủ yếu là tích cực.

## Lối chơi
Chiến sự trong Close Combat diễn ra trên một bản đồ hai chiều với các yếu tố địa hình ba chiều. Tùy thuộc vào bản đồ, yếu tố địa hình có thể bao gồm một loạt các tính năng cung cấp chỗ ẩn náu và trốn tránh, như đồi núi, hàng rào, hố cá nhân, chiến hào, sông suối và các tòa nhà. Những đơn vị có trận địa và tầm nhìn hạn chế (đặc biệt là các loại xe) rất dễ bị kiệt sức, đạn dược bị giới hạn, có thể bị áp chế hỏa lực, làm bùng phát và chạy trốn nếu tinh thần của họ giảm xuống quá thấp, và nói chung là có hành xử y như đời thực vậy.

## Đón nhận
Close Combat được giới phê bình đón nhận khá tốt. GameSpot đã ca ngợi sự mô phỏng tâm lý chiến đấu, lối chơi thời gian thực và đồ họa bóng bẩy.